# Mrčara
Mrčara egy lakatlan szigetecske az Adriai-tengerben, Horvátországban, Lastovo közelében.

## Leírása
Lastovo szigetének nyugati partja mentén fekszik, területe 1,45 km². A sziget észak-déli irányban húzódik, 2,2 km hosszú 1,1 km széles és 123 m magas. A többnyire tagolatlan partvonal hossza 7,8 km. Számos szikla veszi körül. A környező tengerben homárra halásznak.